# Roztockie Siodło
Roztockie Siodło (1405 m) – przełęcz w zakończeniu długiej północno-wschodniej grani Szpiglasowego Wierchu w polskich Tatrach Wysokich. Znajduje się pomiędzy Roztocką Czubą (1425 m) a Limbową Ścianą (ok. 1580 m). Jest to szeroka przełęcz położona tuż po południowej stronie wierzchołka Roztockiej Czuby, od Limbowej Ściany jest znacznie dalej. Wschodnie stoki spod przełęczy opadają do Doliny Białki, stoki północno-zachodnie do Doliny Roztoki. Rejon przełęczy i jej stoki są całkowicie porośnięte lasem i zawalone wiatrołomami.